# کینگ کونگ (فیلم ۱۹۷۶)
کینگ کونگ (انگلیسی: King Kong) فیلمی آمریکایی در سبک ترسناک و فانتزی به کارگردانی جان گیلرمین است که در سال ۱۹۷۶ میلادی منتشر شد.دنباله این فیلم زندگی کینگ کونگ نام دارد.

## چکیده داستان
در سالهای ۱۹۷۶ شرکت پتروکس فرد ویلسون (چارلز گرودین) را به جستجوی جزیره اسرارآمیز جمجمه که احتمالاً ذخایر نفتی ارزشمندی دارد، می‌فرستد. پروفسور جک پرسکات (جف بریجز) که بر این باور است که جزیره یک جانورغول پیکر ماقبل تاریخی را در خود پنهان کرده، مخفیانه سوار کشتی می‌شود، ولی خیلی زود گیر می‌افتد. با این وجود، ویلسون تصمیم می‌گیرد او را به عنوان عکاس اکتشافی در کشتی نگه دارد. در طی سفر، آنها زن غریقی به نام داون (جسیکا لنگ) را از دریا نجات می‌دهند که خیلی زود دلباخته جک می‌شود.
کشتی به ساحل جزیره که در غبار و مه پوشیده شده، می‌رسد. پس از آنکه کاپیتان، جک، داون و جاشویان مراسم نیایش بومیان را با حضور ناگهانی خود اندکی برهم می‌زنند، و به کشتی بازمی‌گردند، بومیان شبانه داون را می‌ربایند تا به خدای خود کونگ که گوریل غول پیکری است، پیشکش کنند. کونگ داون را به قلب جنگل و جایگاه خود می‌برد. پرسکات بی درنگ برای یافتن داون راهی می‌شود. هنگامی که کونگ با مار بزرگی درگیر می‌شود، جک از فرصت استفاده می‌کند و داون را با خود می‌برد. ویلسون بر آن می‌شود برای منافع مالی کونگ را اسیر کند و با استفاده از مواد شیمیایی که در کشتی دارند، گوریل غول پیکر را بیهوش و با کشتی به سوی نیویورک می‌برند.
در نیویورک، گوریل غول پیکر را در غل و زنجیر بعنوان جاذبه حیات وحش به نمایش عمومی می‌گذارند. اما کونگ که خیال می‌کند داون را دیده، با دیدن زن بلوندی که در برابرش به زنجیر بسته‌اند، خشمگین می‌شود، زنجیرها را پاره می‌کند و به جمعیت حمله می‌کند تا دختر را بیابد. در میان، برخی، از جمله فرد ویلسون کشته می‌شوند، کونگ سرانجام داون را می‌یابد و برای فرار از دست حمله نیروهای ارتشی به بالای برج‌های تجارت جهانی می‌رود. جک درمی یابد که گوریل به خاطر شباهت دو برج به قله‌های جنگل خود آنجا را انتخاب کرده، و در پی داون راهی بالای برج می‌شود. کونگ پس از مبارزه با هلی کوپترها که بسویش شلیک می‌کنند، زخمی می‌شود و از بالای برج پایین می‌افتد.

## بازیگران
- جف بریجز
- چارلز گرودین
- جسیکا لنگ
- جان رندولف روانوک
- رنی اوبرژنوا
- جک اوهالوران
- اد لاتر
- جان لون
- جان آگار
- جان رندولف
- جولیوس هریس